# Andrea Trepat
Andrea Trepat (Liñola, Lérida, 18 de diciembre de 1986) es una actriz española conocida por su participación en la película El club de los incomprendidos y las series Gran Hotel de Antena 3 y Mar de plástico exitosa serie emitida también por Antena 3.

## Biografía
Nacida en Liñola (provincia de Lérida), Andrea ha hecho diversos cursos de formación relacionados con la interpretación entre los que destacan un curso de Meinster en el Waterfront Playhouse Conservatory de Berkeley (Estados Unidos), además de diversos cursos de voz y de doblaje.
Empezó su carrera con pequeños papeles en series como Zoo o Pelotas, donde interpretó a personajes episódicos. 
La fama le llegó con su participación en la serie de Antena 3 Gran Hotel donde interpretó a Camilla, y con la película El club de los incomprendidos junto a Àlex Maruny y Charlotte Vega.
En 2016 ficha para la segunda temporada de la serie de Antena 3 Mar de plástico. Se destaca ampliamente en la serie Mar de plástico en la piel de Cristina, una joven ilusa que, al enamorase de un psicopático y manipulador joven, acaba sufriendo las consecuencias. Esta participación, sin dudas, ha dejado en vista la gran capacidad actoral de Andrea.

## Filmografía

### Televisión
| Año         | Título               | Papel              | Cadena               | Notas       |
| ----------- | -------------------- | ------------------ | -------------------- | ----------- |
| 2008        | Zoo                  | Natalia            | TV3                  | 3 episodios |
| 2010        | Pelotas              |                    | TVE                  | 1 episodio  |
| 2011        | Ermessenda           | Elisabet           | TV3                  | Miniserie   |
| 2013        | Gran Hotel           | Camila             | Antena 3             | Secundaria  |
| 2016        | Mar de plástico      | Cristina Muñoz     | Antena 3             | Principal   |
| 2020        | Caronte              | Irina Petrenko     | Prime Video y Cuatro | Principal   |
| 2020        | Inés del alma mía    | Asunción           | Prime Video y La 1   | Secundario  |
| 2021 - 2022 | Amar es para siempre | Paloma Muñoz Oliva | Antena 3             | Principal   |
| 2024        | Reina Roja           | Sandra Fajardo     | Prime Video          | Secundario  |

### Cine
| Año  | Título                        | Papel                         | Director       | Notas        |
| ---- | ----------------------------- | ----------------------------- | -------------- | ------------ |
| 2010 | La vida empieza hoy           |                               | Laura Mañá     | Figuración   |
| 2014 | Todo parecía perfecto         | Chica                         | Alejo Levis    | Protagonista |
| 2014 | El club de los incomprendidos | Ester                         | Carlos Sedes   | Principal    |
| 2016 | La llave de la felicidad      | Joanna                        | Roger Delmont  | Protagonista |
| 2016 | 100 metros                    |                               | Marcel Barrena | Secundaria   |
| 2020 | Rifkin Festival               | Asistente de la doctora Rojas | Woody Allen    | Secundaria   |
| 2022 | La paradoja de Antares        | Alexandra                     | Luis Tinoco    | Protagonista |

### Cortometrajes
- Playback. Dir. Nico Aguerre
- Que le den por el culo a los Beatles. Dir. Lucía Asencio
- La muerte de Marat. Dir. Patricia Beleña
- Esperanza. Dir. Luke Sommer
- Morir cada día. Dir. Aitor Echevarría
- Domingo astromántico. Dir. David Casademunt y Anna Ferrer
- Tubos temporales. Dir. Jonahatan Millán
- El genet solitari. Dir. Oriol Barberà
- Larga distancia. Dir. Gema Ferraté
- Ojos color océano. Dir. Miriam Cañanamares
- Fin. Dir. Álvaro G. Company

### Webseries
- Èxit (2016)